# Музеј отаџбинског рата 1812.
Музеј отаџбинског рата 1812. (рус. Музей Отечественной войны 1812 года) је културно-историјски музеј у Русији, Москви.
Музеј је смештен у посебно изграђеном павиљону у дворишту бивше зграде Градске думе. Отоврен је 2012. године, поводом  двестгодишњице рата са Француском. Од 2018. године стална поставка обухвата више од 2.000 предмета: медаља и ордена, оружја, архивскох документа и уметничка дела.

## Историјат
Године 2009. Влада Руске Федерације донела је уредбу о изградњи музеја посвећеном догађајима из Отаџбинског рата 1812. године.
Концепт музеја припремили су научници Државног историјског музеја: Виктор Безотосни, А. Смирнов, А. Јановски, К. Мееров и Н. Јазикова. Према пројекту архитекте П. Андрејева, у дворишту старе зграде Московске градске думе подигнут је двоспратни павиљон покривен металним конструкцијама.
Укупна површина изложбеног простора износила је 1800 м². Стубови павиљона изграђени су на шиповима забијеним у земљу 12 метара.
Музеј је свечано отворен 4. септембра 2012. године као огранак Државног историјског музеја, поводом 200. годишњицу од почетка Отаџбинског рата 1812. године.
Церемонији је присуствовао премијер Дмитриј Медведев, који се први уписао у књигу почасних гостију.

## Поставке музеја
Поставка музерја се налази у згради из раног 19. века изграђеној у руском стилу. Простор од 1800 квадратних метара обухвата 13 модерних пространих сала.
Од 2018. године, колекција музеја састоји се од више од 2.000 експоната. Изложбени простор говори о руско-француским односима у деценији која је претходила рату, самом рату, као и о догађајима из првих послератних година у Европи. Поставка је реализована хронолошки и састоји се од неколико тематских целина:
- Александар и Наполеон: дипломатија неутралности 1801−1805
- Војни походи 1806−1807.
- Руско-француски савез. експанзија француског царства
- Припрема за рат. 1809−1812
- Почетни период рата: од Немана до Смоленска
- Бородинска битка
- Велика војска у древној престоници. Пожар у Москви
- Протеривање непријатеља из Русије
- Пут до тријумфа. Путовања у иностранство
- Сећање на рат

На улазу у музеј налази се мурал Хајнриха Семирадског „Свети блаженопочивши велики кнез Александар Невски прима папског легата“, који се налазио у старој катедрали Христа Спаситеља све до уништења 1930-их.
Збирку музеја чине оружје из тог времена, ордени, медаље, новчићи, уметничка дела, збирка нумизматике, покћуство и луксузна добра из тог периода.
Екрани постављени по ободу музеја приказују исечке из документарних филмова, као и Верешчагинова дела.
Један од вреднијих експоната изложбе је Наполеонова сабља, коју је, према легенди, добио гроф Павел Шувалов, који је спасао Наполеона из руку француских сељака.